# Novsko Ždrilo
Novsko Ždrilo är ett sund i Kroatien. Det ligger i den södra delen av landet, 180 km söder om huvudstaden Zagreb.